# Fieschi (Adelsgeschlecht)

Familienwappen

Die Fieschi (ausgesprochen: Fiëski, lat.: Flisci, italienischer Plural auf -i, während einzelne Mitglieder der Familie oft im Singular als Fiesco bezeichnet wurden), waren eine der vier führenden Adelsfamilien der Republik Genua und zählen zu den bedeutendsten Geschlechtern des italienischen Adels. Sie stellten zwei Päpste, 62 Kardinäle und die Heilige Katharina von Genua.

## Geschichte

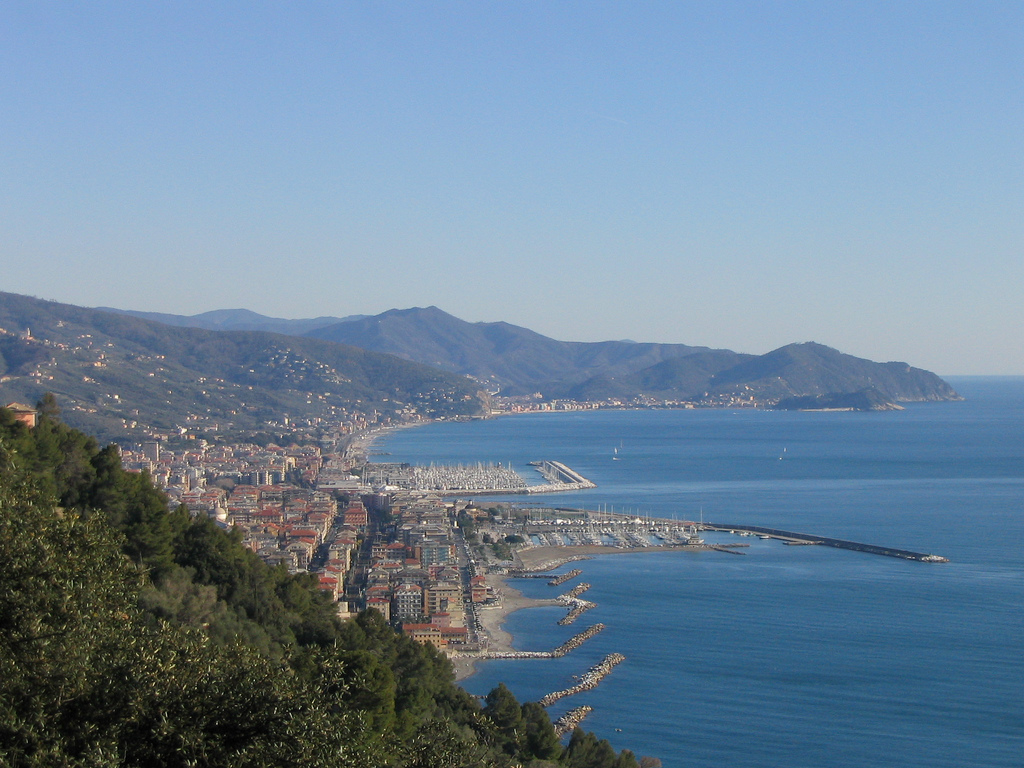
Chiavari und Lavagna

Die Fieschi stammen von den Grafen von Lavagna ab, die bereits von den Karolingern eingesetzt worden waren, sich nach deren Erlöschen jedoch den Bischöfen von Genua unterstellen mussten. Dennoch gelang es den Fieschi, sich bis 1198 in Lavagna eine rechtliche und politische Unabhängigkeit von der Republik Genua zu erhalten, auch wenn sich im 12. Jahrhundert die Kommune selbst von ihren Stadtherren zunehmend emanzipierte. Das auf den Hügeln oberhalb von Lavagna gelegene Cogorno gehörte ebenfalls zum Erbe der Grafen von Lavagna, wurde aber 1203 an die Republik Genua abgetreten, während sich das nur durch den Fluss Entella von Lavagna getrennte Küstenstädtchen Chiavari bereits im 12. Jahrhundert der Republik Genua unterstellte. Es wurde aber um 1270 von den Fieschi, im Verbund mit den Malaspina, unter ihre Kontrolle gebracht, bis es Genua 1332 gelang, es wieder zurückzuerobern; 1393 konnten die Fieschi Chiavari erneut, wenn auch nur für kurze Zeit, annektieren. Auch Torriglia kam Mitte des 13. Jahrhunderts an die Fieschi, welche die Burg bis 1547 hielten. Die Republik unter der Führung der Familie Doria blieb der Hauptgegner der Fieschi und es gab zahlreiche Auseinandersetzungen.
Die Kirchen Santuario di Nostra Signora del Ponte (13. Jh.) in Lavagna sowie San Giovanni Battista (1181) und San Francesco in Chiavari (1229–34) wurden von Geistlichen der Familie Fieschi gegründet.

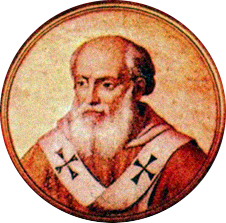
Papst Innozenz IV. Sinibaldo de Fieschi (um 1195–1254)

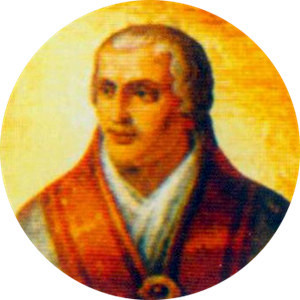
Papst Hadrian V. Ottobono Fieschi (um 1215–1276)

Obizzo Fieschi war Anfang des 13. Jahrhunderts Bischof von Parma; sein Neffe Sinibaldo de Fieschi (um 1195–1254) wurde dort 1226 Kanoniker im Domkapitel, stieg im Jahr darauf zum Leiter der päpstlichen Kanzlei in Rom und Kardinal auf und wurde 1243 zum Papst Innozenz IV. gewählt. 1244 ließ Innozenz IV. in Cogorno die Basilica di San Salvatore dei Fieschi erbauen. Er geriet in Gegnerschaft zum römisch-deutschen Kaiser und neapolitanisch-sizilianischen König Friedrich II. und flüchtete 1244 über Genua nach Lyon, von wo er zum Kreuzzug gegen Friedrich aufrief. Dieser ließ daraufhin die Burg der Fieschi in Lavagna und die Basilika in Cogorno zerstören, worauf der Papst ihn exkommunizierte. Nach Friedrichs Tod 1250 setzte Innozenz IV. den Kampf gegen dessen Söhne Konrad IV. und Manfred fort, kehrte 1253 nach Rom zurück und starb im Jahr darauf.
Sein Neffe Ottobono Fieschi (um 1205–1276), der 1243 päpstlicher Kaplan und 1252 Kardinal geworden war, trug als Legat von Clemens IV. 1266/67 zur Beendigung eines Bürgerkriegs in England bei. Er ließ die Basilika in Cogorno und den daneben gelegenen Palazzo Fieschi (heute Centro Culturale Museo dei Fieschi) wieder aufbauen. 1276 wurde er als Hadrian V. seinerseits zum Papst gewählt, starb aber bereits nach 38 Tagen.

Papstwappen der Fieschi
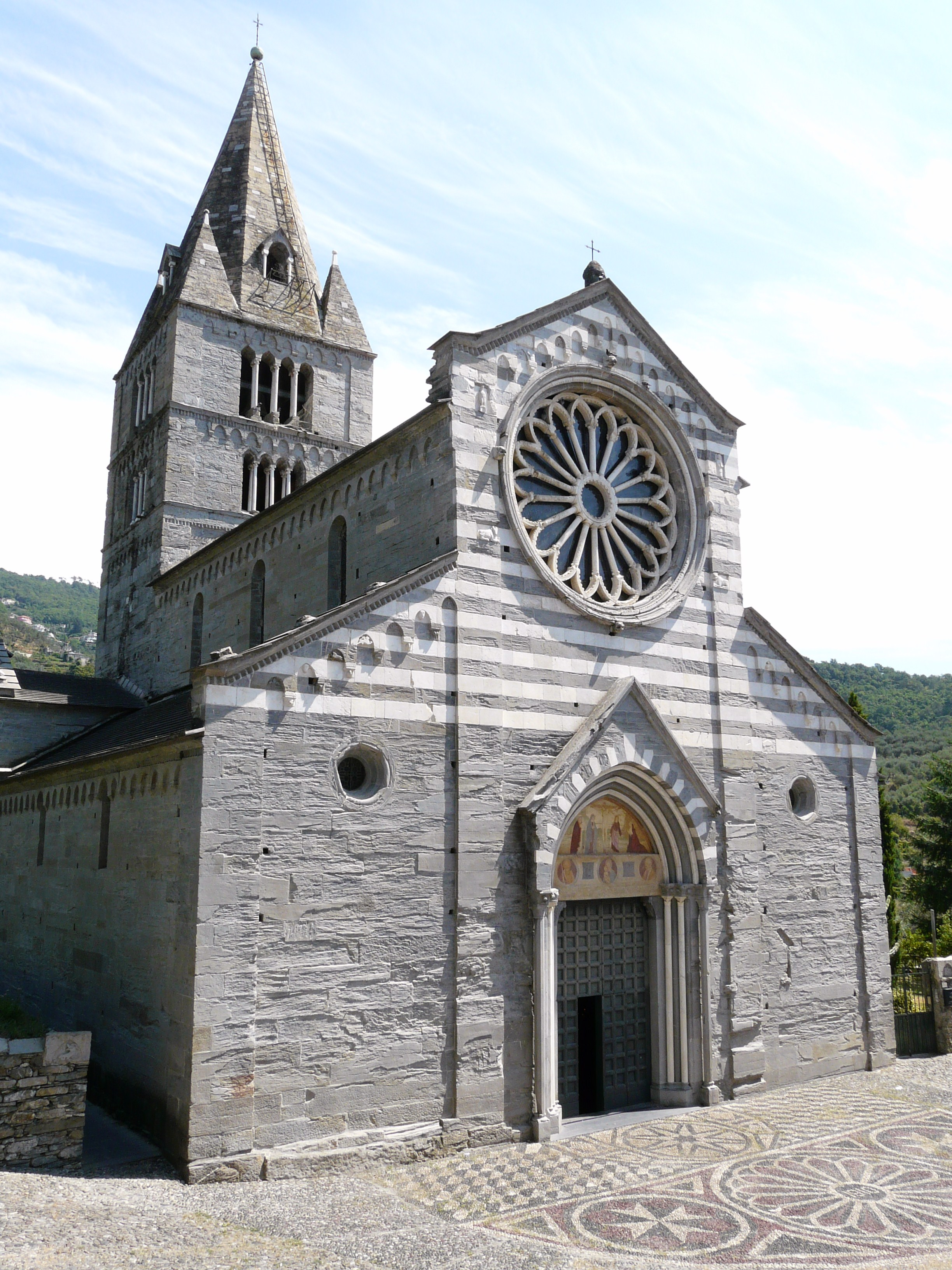
Basilika der Fieschi in Cogorno
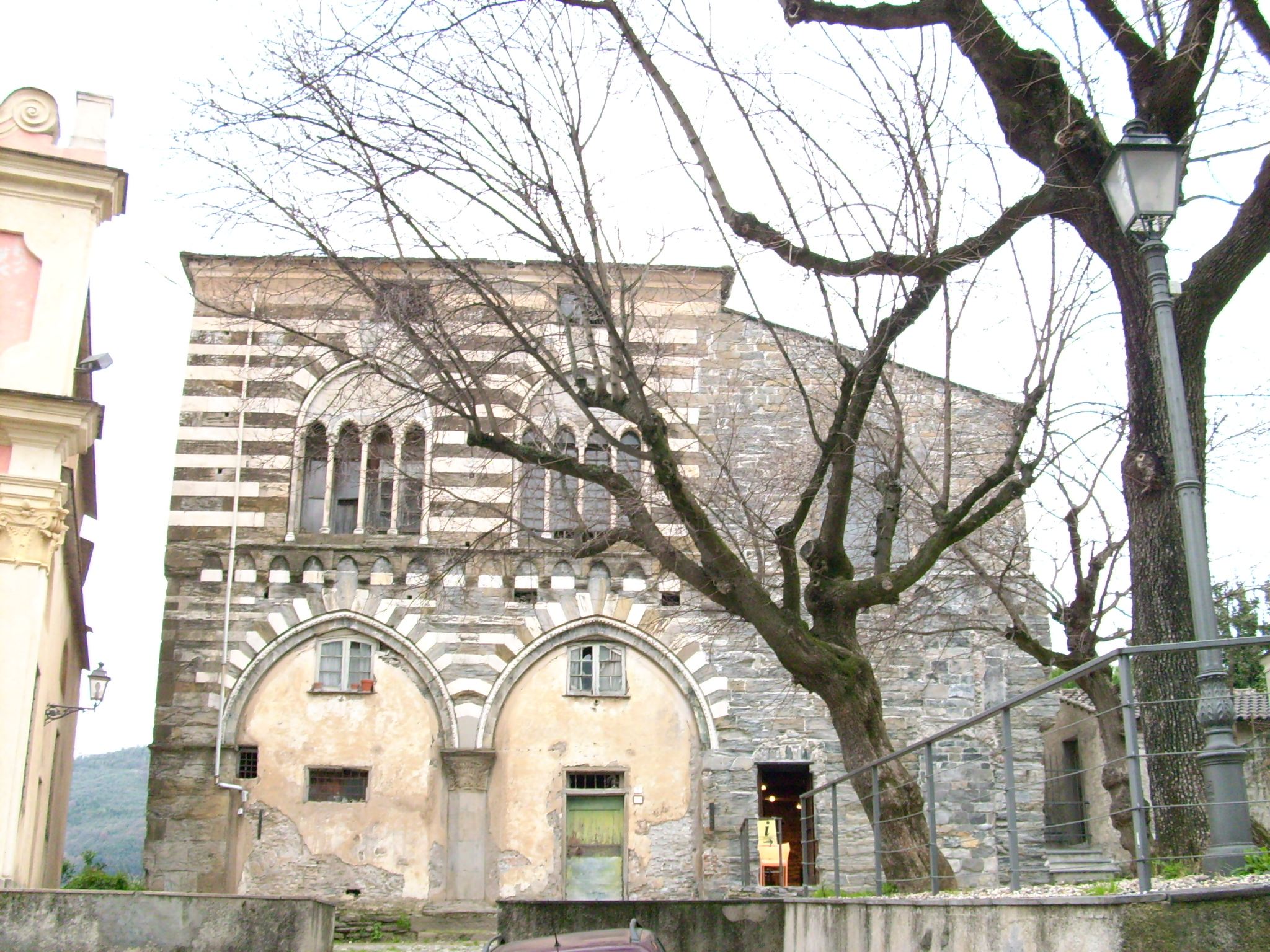
Palazzo Fieschi in Cogorno
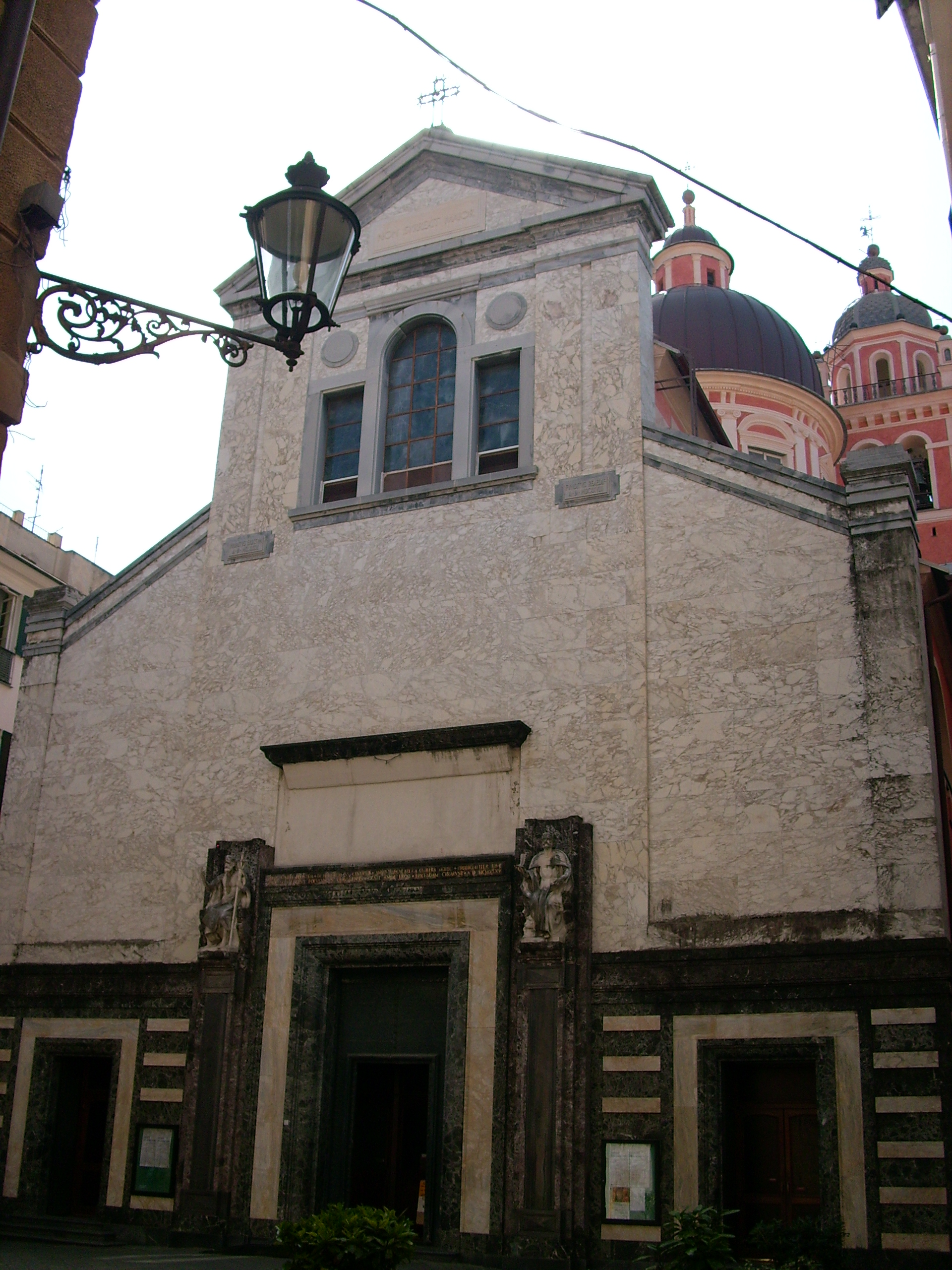
San Giovanni Battista in Chiavari

Als die Fieschi im 14. Jahrhundert selbst zu einer der vier führenden Familien Genuas wurden (neben den Doria, Grimaldi und Spinola), zogen sie sich aus der Führungsrolle in Lavagna mehr und mehr zurück. Als altes Adelshaus stützten sie sich allerdings mehr auf ererbten Landbesitz als auf Handelsgeschäfte, wie es die meisten der Patrizierfamilien taten. In den Auseinandersetzungen zwischen Kaisern und Päpsten (Parteibezeichnungen: Guelfen gegen Ghibellinen) im späten Mittelalter stellten sie sich auf die päpstliche, guelfische Seite, zusammen mit den Grimaldi und gegen die kaiserliche Partei der Doria und Spinola. Die Parteinahme hinderte sie aber nicht daran, eine ihrer Töchter, Eleonora Fieschi, dem Bernabò Doria, Sohn des Branca Doria, zur Frau zu geben. Die 1331 geschlossene Ehe der Isabella Fieschi mit dem Signore von Mailand, Luchino Visconti, der noch ghibellinischer gesinnt war als die Doria, endete indes tragisch, als sie ihren Mann 1349 vergiftete. Mit u. a. Luca Fieschi (1270–1336) und Giovanni Fieschi († 1384) stellte die Familie in dieser Zeit weitere Kardinäle und außerdem zwischen 1343 und 1437, mit Ausnahme von sechs Jahren, die Bischöfe von Vercelli.
Die Fieschi errichteten und bewohnten zahlreiche Paläste in Genua. Die mächtigen Familien Genuas hatten sich in der Altstadt Einflusszonen (insulae) geschaffen; die der Fieschi befand sich in den Stadtteilen Sarzano und Serravalle; auch beim Ausbau der Viertel Portoria und San Vincenzo wirkten sie mit, ferner verfügten sie über Paläste auf dem Hügel von Carignano, der mit dem Stadtzentrum durch die Via Fieschi verbunden ist. Ihre Hauskirchen waren die 1217 geweihte Kirche Santo Stefano in Genua sowie die durch ein Vermächtnis des Kardinals Luca Fieschi 1336 errichtete Kirche Santa Maria in Via Lata in Carignano. In der Via Lata befindet sich auch ein prachtvoller Renaissancepalast der Familie.

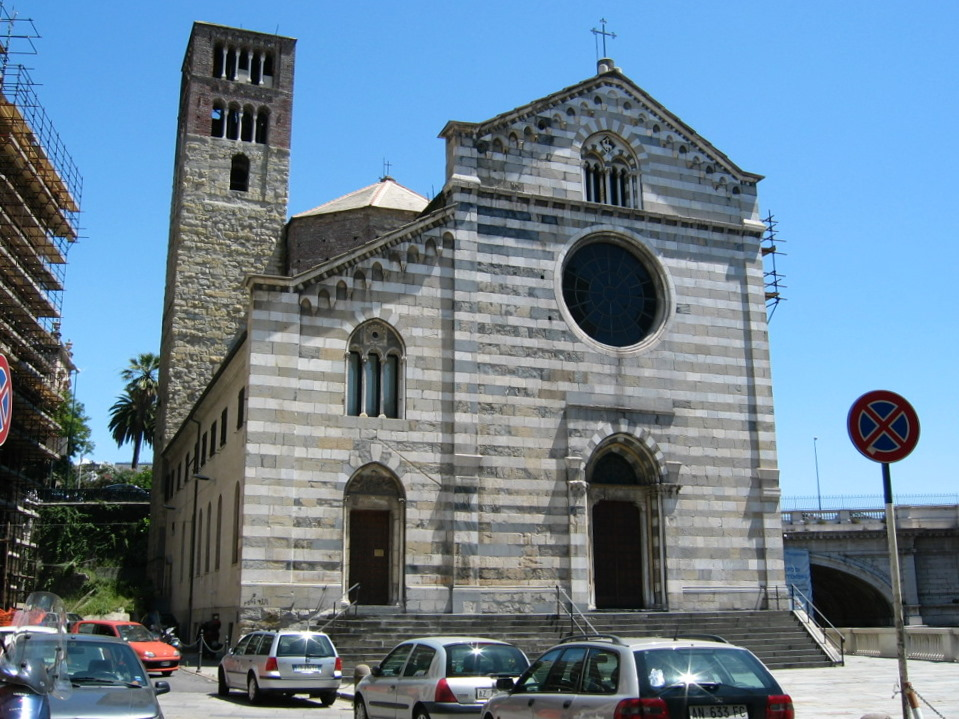
Santo Stefano, Genua
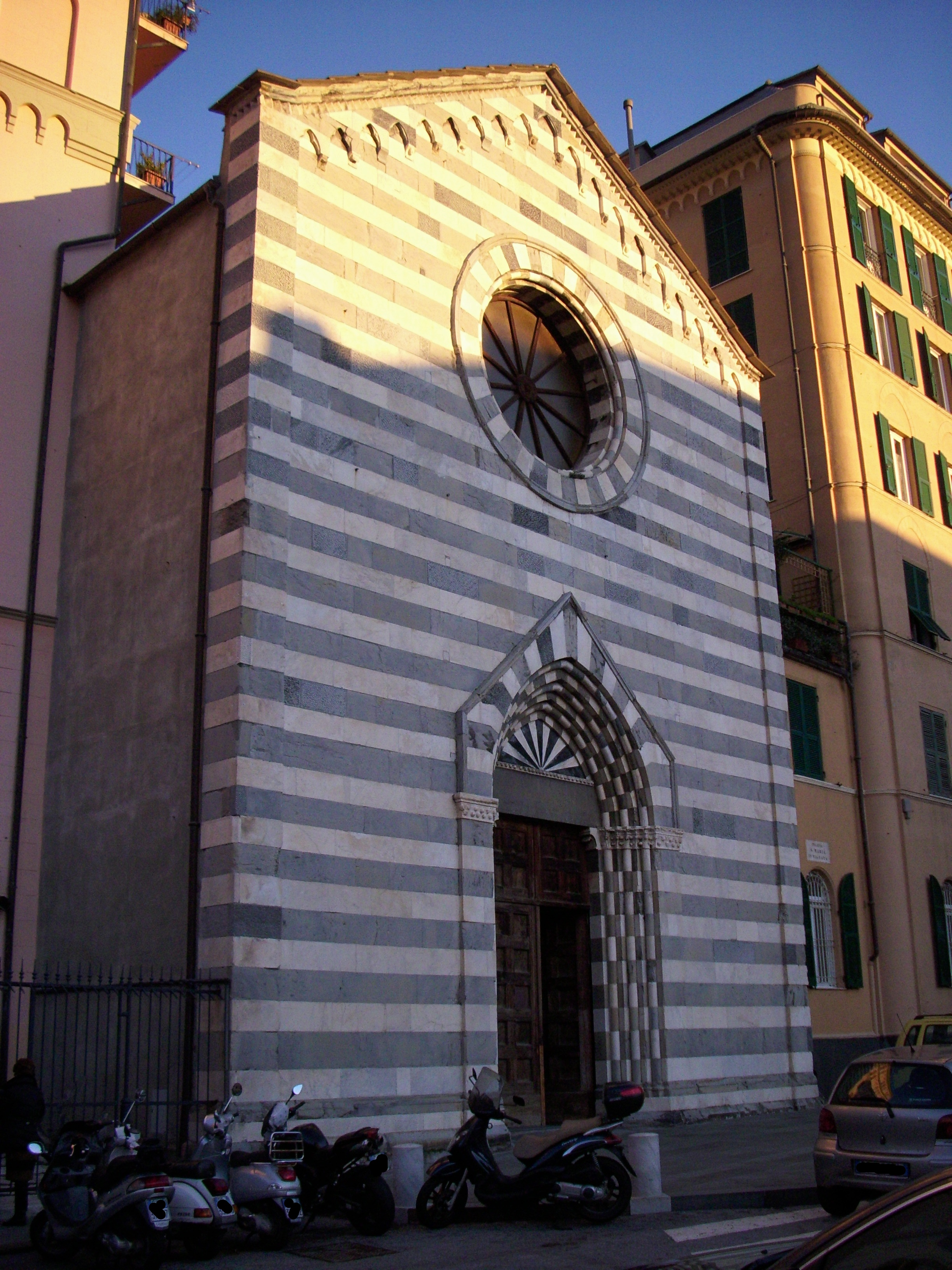
Santa Maria in Via Lata, Carignano (Genua)
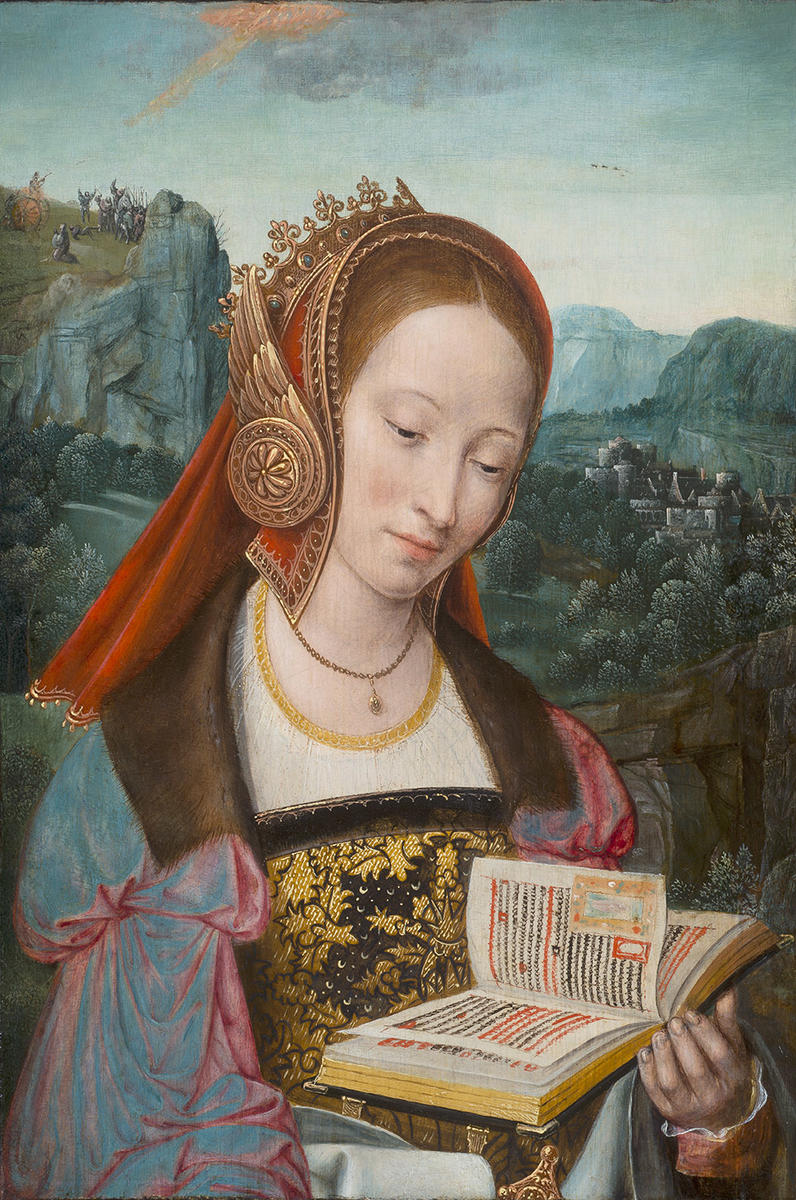
Hl. Katharina von Genua (1447–1510)

Seit 1253 waren sie Herren von Savignone, wo sich außer der Burgruine eine Villa Fieschi von 1565 erhalten hat, die sich bis 1856 im Familienbesitz befand (heute Hotel) sowie ein Landgut, das noch heute Nachfahren in weiblicher Linie gehört. Zugleich mit Savignone erwarben sie auch Crocefieschi, wo sich ein Palast aus dem 16./17. Jahrhundert befindet. Die beiden Orte bildeten einen großen Lehenskomplex, der bis 1797 reichsunmittelbar blieb. Ebenfalls im 13. Jahrhundert erwarben sie das benachbarte Casella, wo sich ein Fieschi-Palast von 1691 befindet.
Nicolò Fieschi (ca. 1230–1310), Graf von Lavagna und Torriglia und Neffe von Papst Innozenz IV., baute sich an der ligurischen Levante eine große Herrschaft mit Zentrum in La Spezia auf, zu der auch Portovenere gehörte, bis ihn die Genueser unter Oberto Doria 1276 entmachteten.
1394 erreichte Bischof Lodovico Fieschi von Vercelli beim Papst, dass sein Bruder Antonio Fieschi die Orte Masserano und Crevacuore im Piemont zu Lehen erhielt; die Orte blieben, zusammen mit Romagnano Sesia, bis zu ihrem Erlöschen 1833 als quasi-unabhängiges Fürstentum im Besitz der Linie Ferrero-Fieschi. 1495 erwarben die Fieschi ferner Santo Stefano d’Aveto von den Malaspina. Die Tochter des Giacomo Fieschi aus Genua, der kurzzeitig als Vizekönig von Neapel amtierte, Katharina Fieschi Adorno (1447–1510) leitete ein Hospital und wurde zur bedeutenden Mystikerin; 1737 wurde sie als Katharina von Genua heiliggesprochen.
Giovanni Luigi de Fieschi (1524/25–1547) kämpfte gegen die Mailänder Sforza und betrieb eine pro-französische Politik. Mit seiner Verschwörung 1547 gegen den Genueser Admiral und Machthaber Andrea Doria, die im Geheimen vom Papst und von Frankreich unterstützt wurde, bei der aber Giovanni durch ein Unglück ertrank (verarbeitet in Friedrich Schillers Tragödie Die Verschwörung des Fiesco zu Genua von 1783) verlor die Familie einen Großteil ihrer Besitzungen an die Doria, während sich in Carignano die Familie Sauli ausbreitete. Die Burg Montoggio wurde zerstört, Giovanni Luigis Bruder Girolamo enthauptet.
Die Fieschi spielten fortan nur noch eine untergeordnete Rolle. Im 16. Jahrhundert errichteten sie in Genua den Palazzo Fieschi-Crosa, im 17. Jahrhundert den Palazzo Sinibaldo Fieschi, die beide bis ins 18. Jahrhundert der Familie gehörten. Die letzten erhaltenen Herrschaften der Fieschi blieben Savignone (seit 1685 ergänzt um das Castello di Senarega bei Valbrevenna) und Crocefieschi. Erstere fiel über die Erbtochter Carlotta Fieschi im 18. Jahrhundert an die Familie Crosa di Vergagni, die noch heute das Landgut in Savignone und den Palazzo Fieschi Crosa in Genua besitzt. Die Genueser Fieschi starben im 19. Jahrhundert mit Maria Maddalena Fieschi aus, deren einzige Tochter, Marinetta Negri di Sanfront Fieschi, den Grafen Alessandro Thellung di Courtelary heiratete.

## Besitzungen der Fieschi

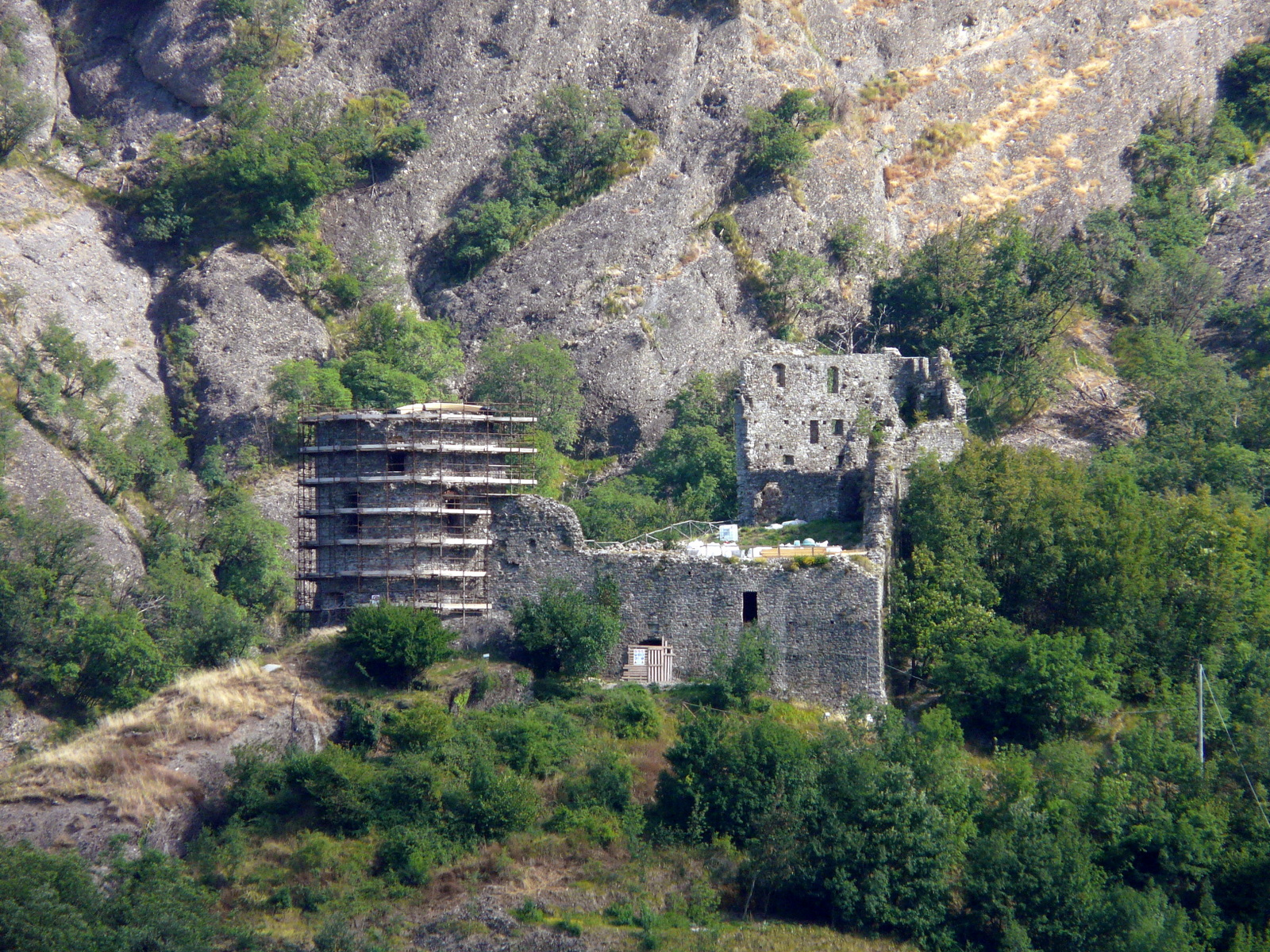
Ruine der Burg Savignone
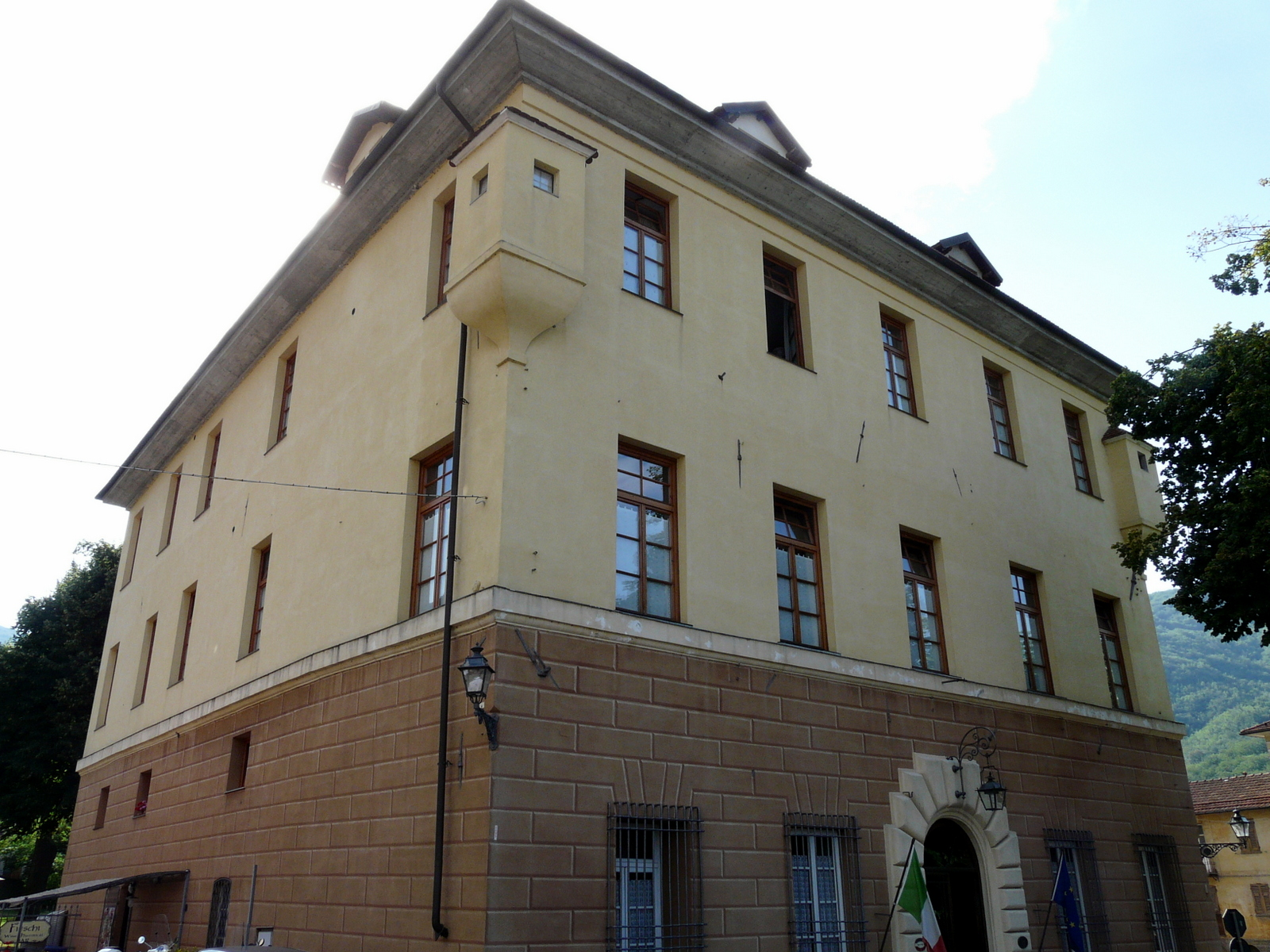
Palazzo Fieschi in Savignone
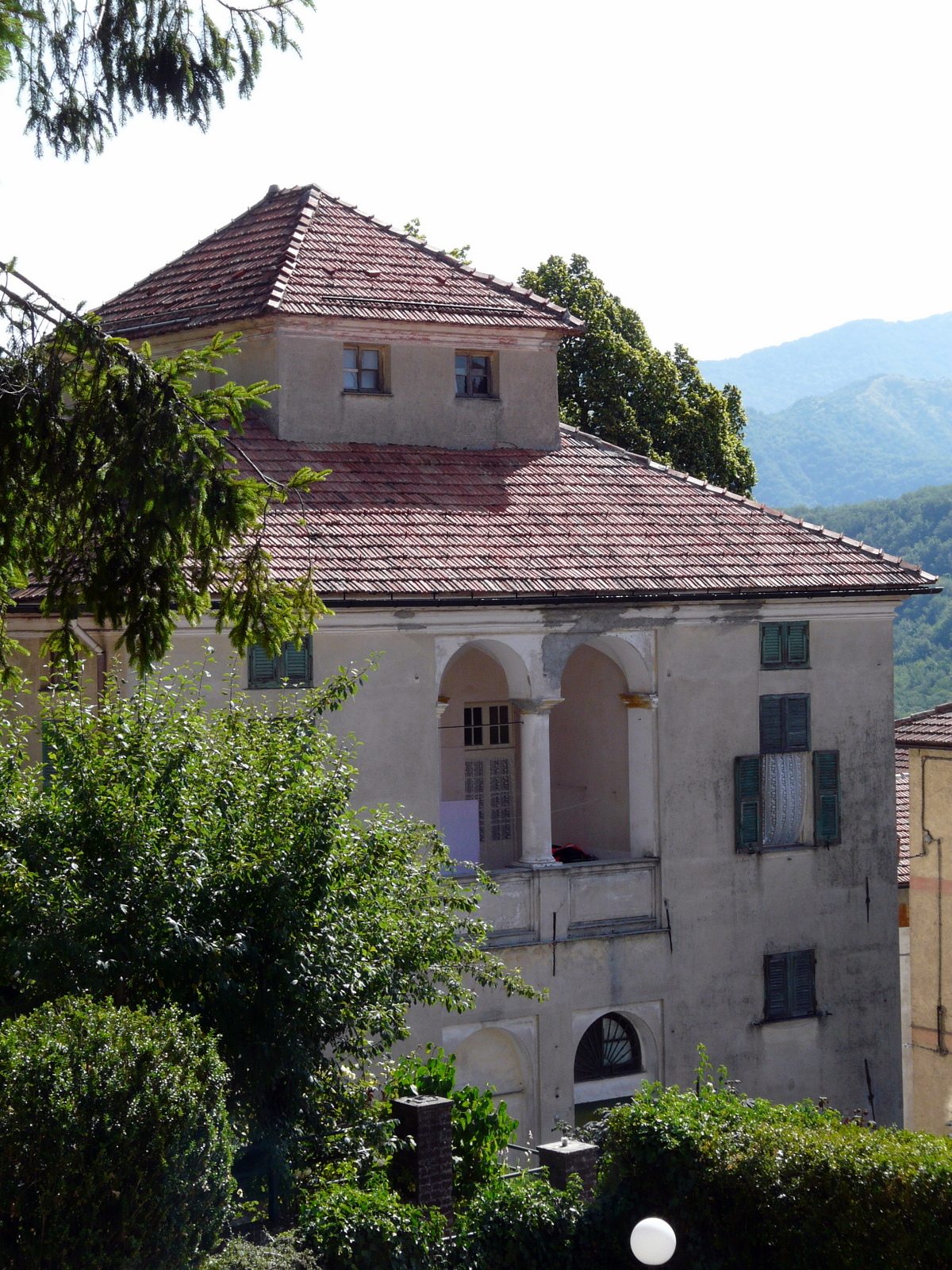
Palazzo Fieschi in Crocefieschi
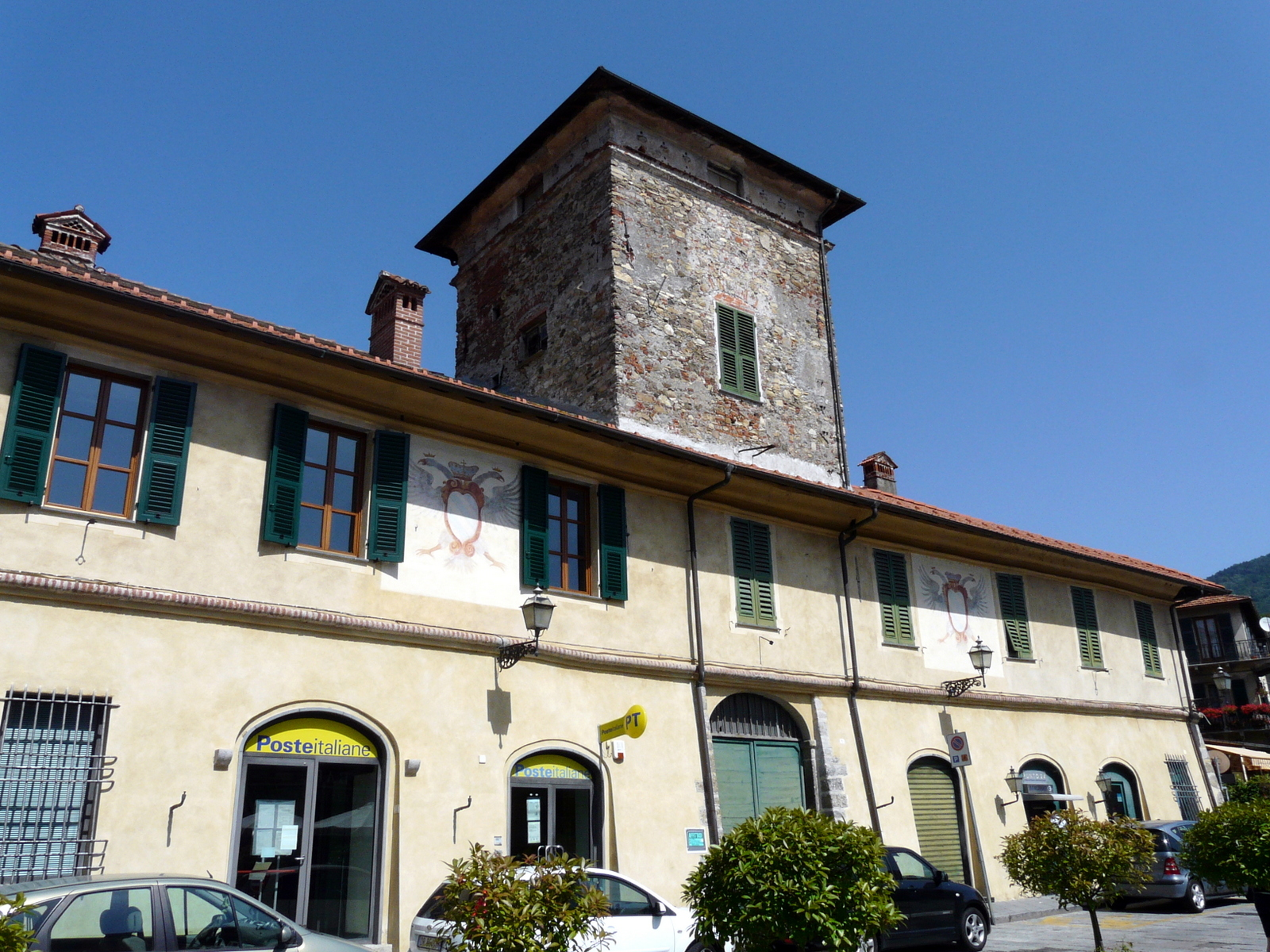
Palazzo Fieschi in Casella
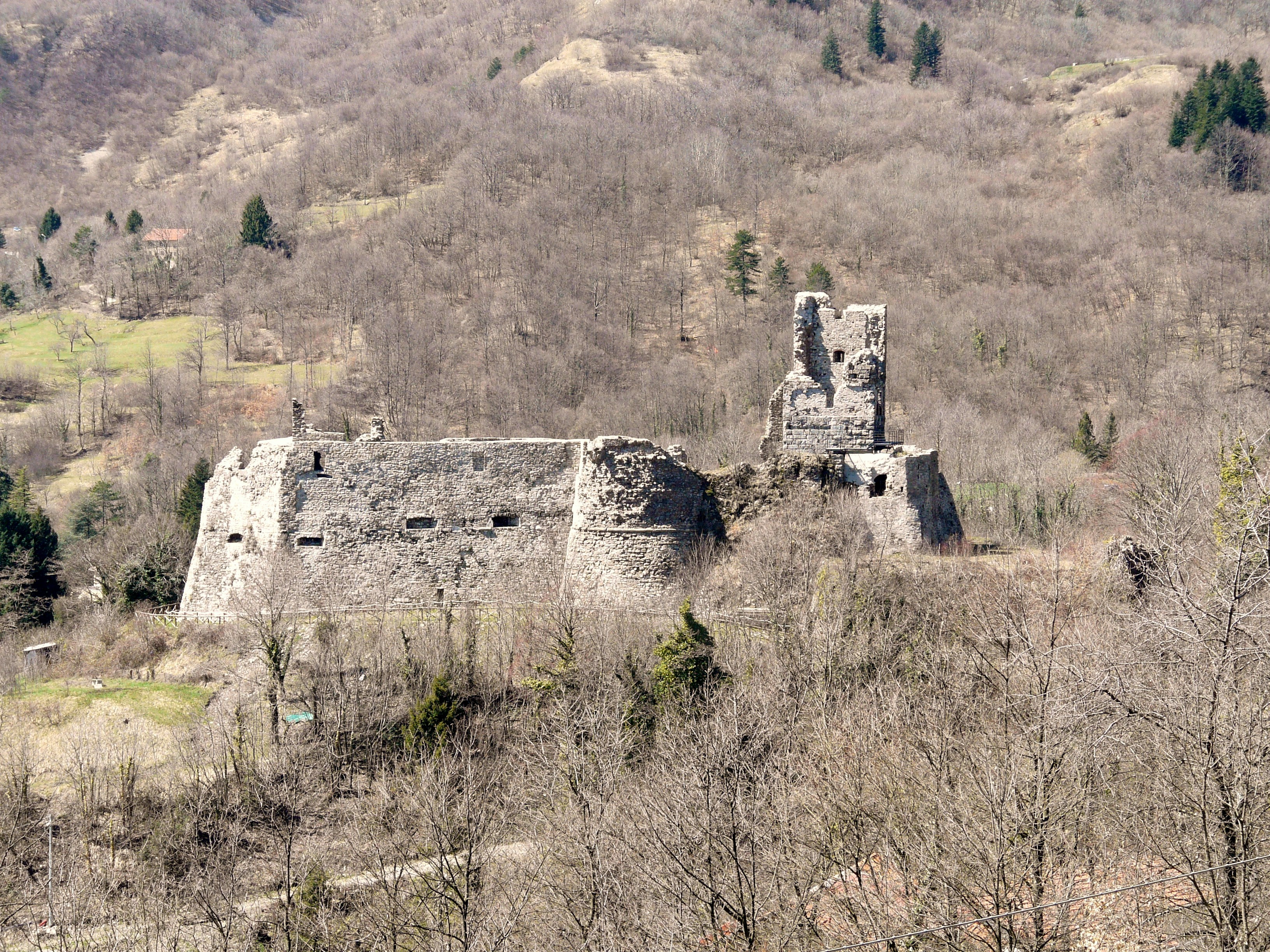
Ruine der Burg Torriglia
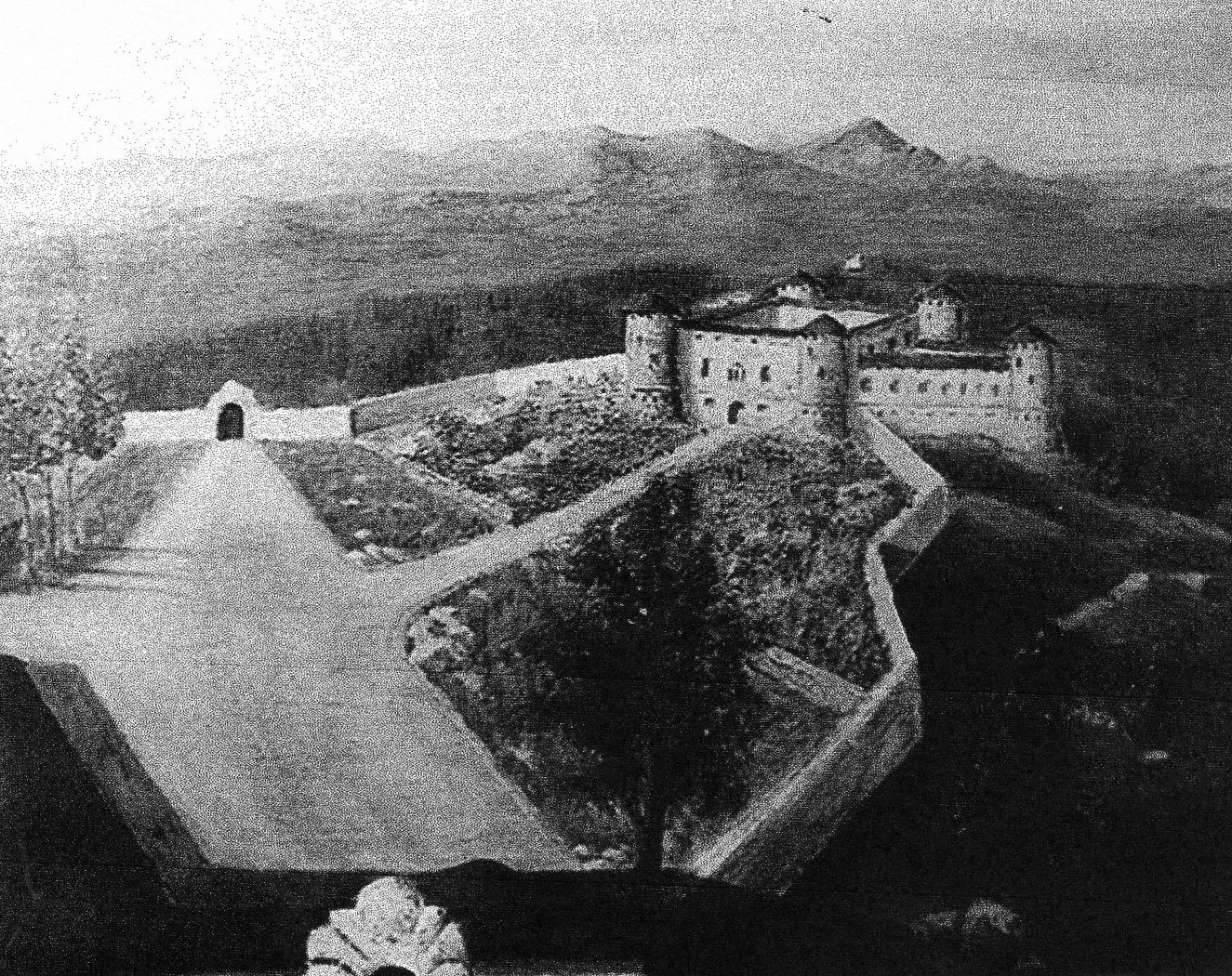
Burg Masserano
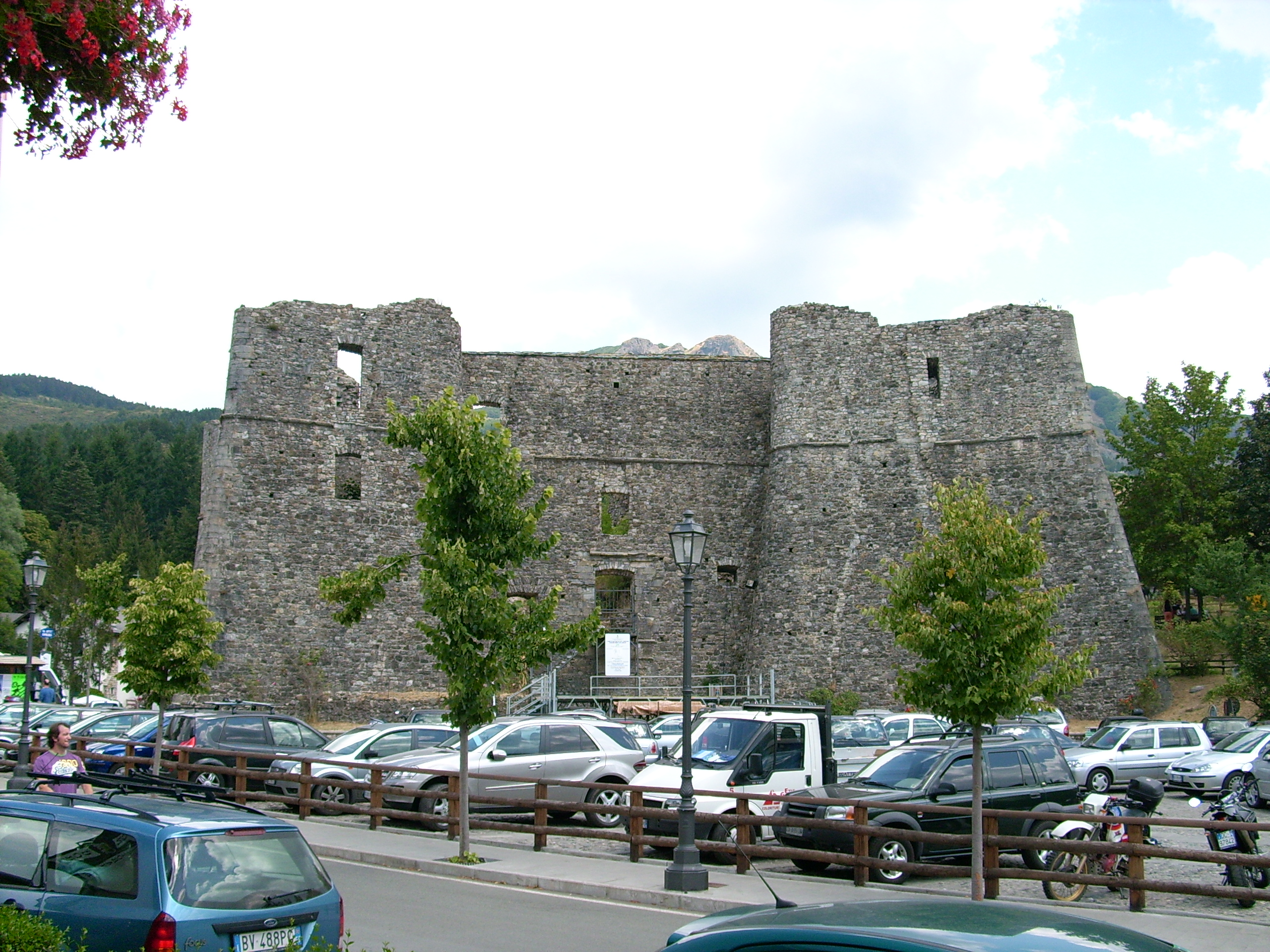
Ruine der Burg Santo Stefano d’Aveto
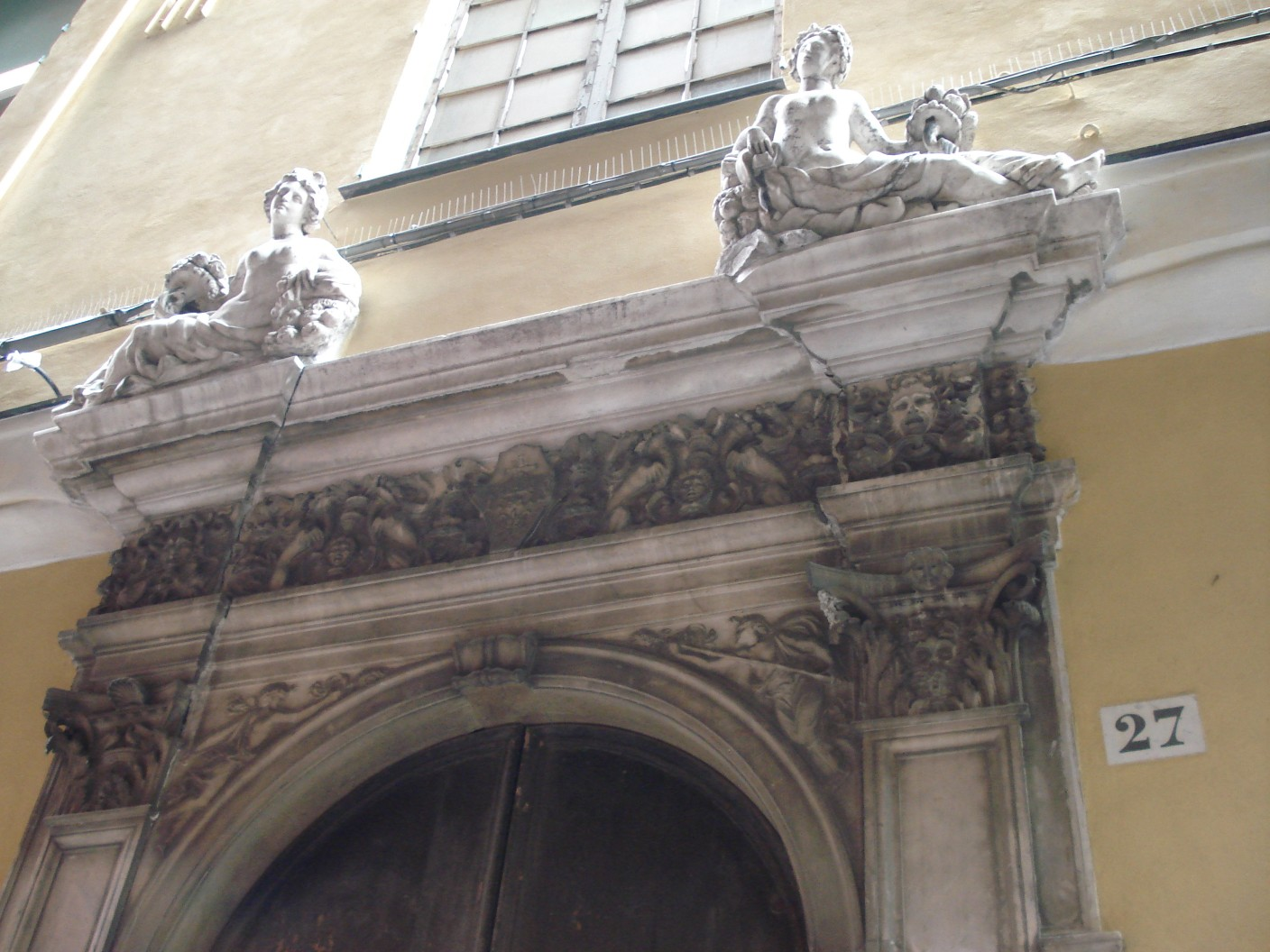
Palazzo Fieschi Crosa in Genua
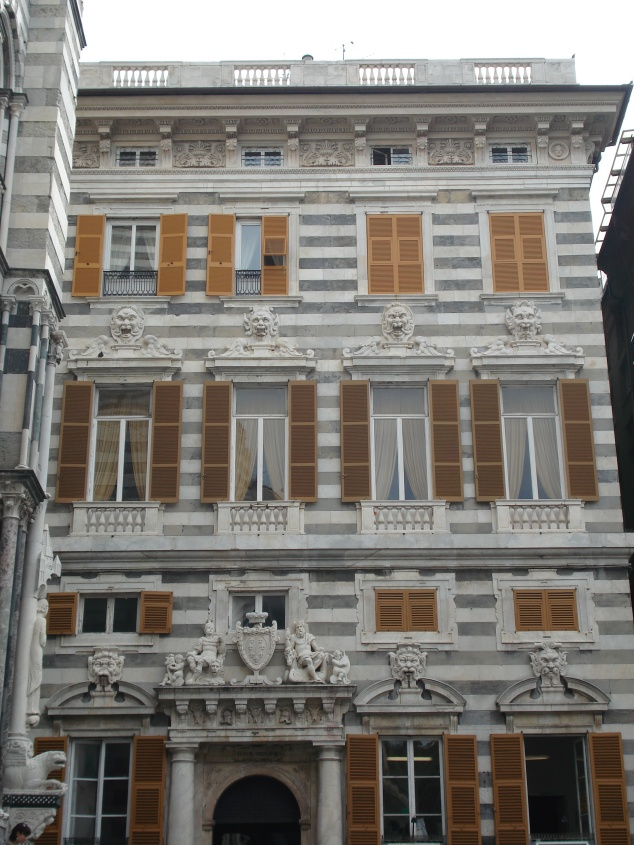
Palazzo Sinibaldo Fieschi in Genua
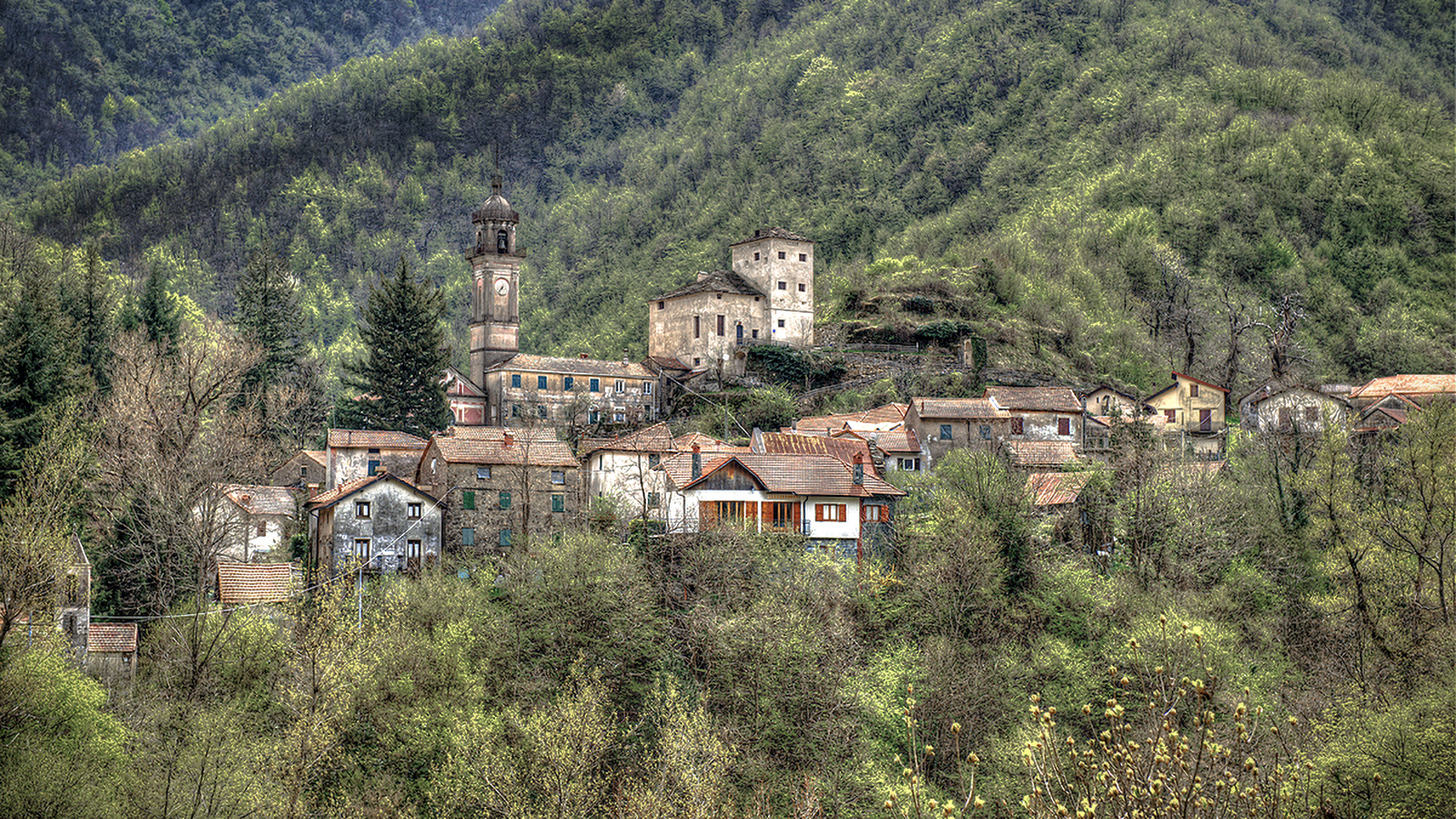
Valbrevenna Senarega

## Bekannte Familienmitglieder

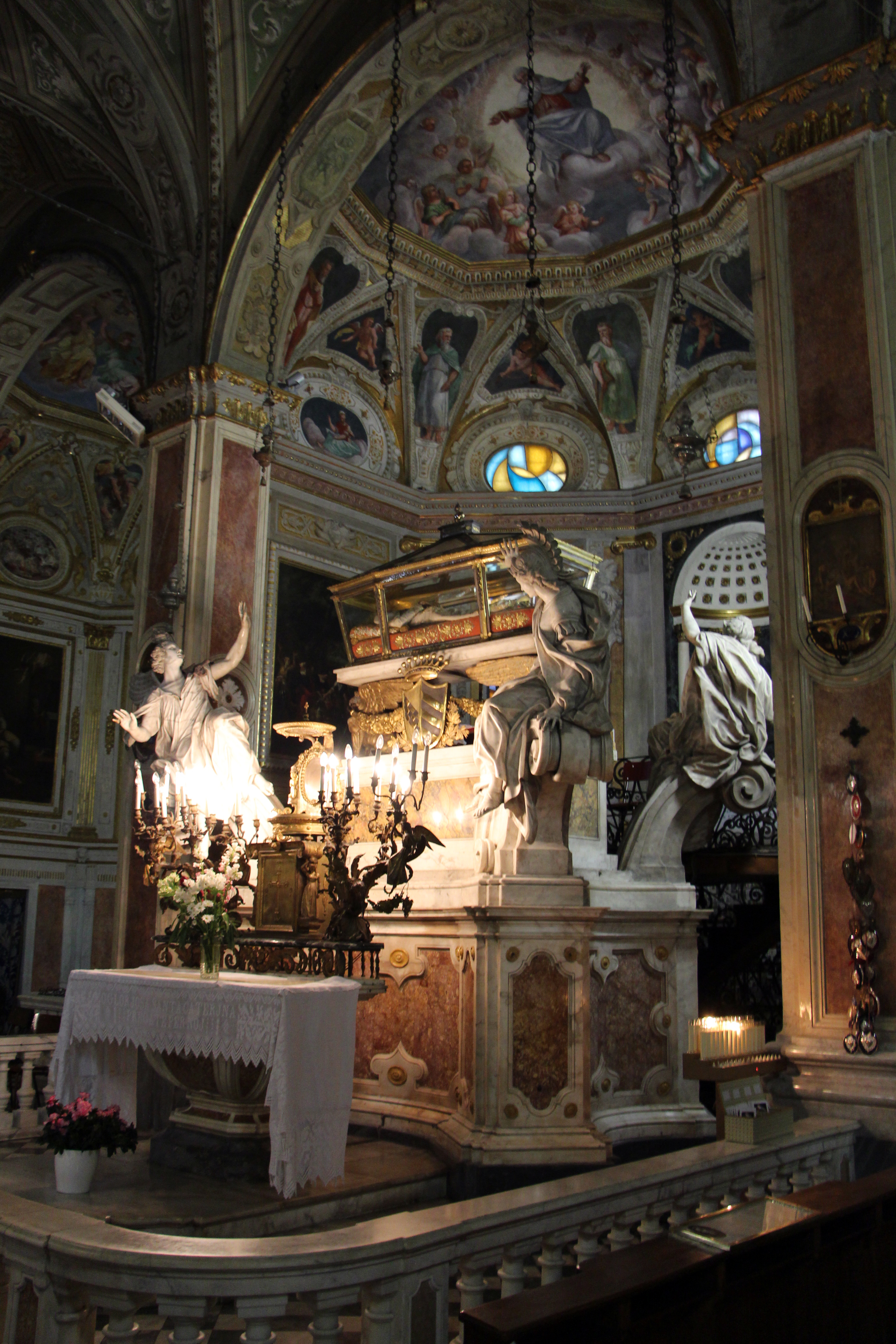
Grab der hl. Katharina von Genua, Santissima Annunziata di Portoria (Genua)

- Sinibaldo de Fieschi (um 1195–1254), Papst Innozenz IV.
- Ottobono Fieschi (um 1215–1276), Papst Hadrian V.
- Guglielmo Fieschi († 1256), Kardinal
- Luca Fieschi (1270–1336), Kardinal
- Giovanni Fieschi († 1384), Kardinal
- Ludovico Fieschi († 1423), Kardinal
- Giorgio Fieschi († 1461), Kardinal
- Katharina von Genua (1447–1510), Heilige und Mystikerin
- Niccolò Fieschi (um 1456–1524), Kardinal
- Giovanni Luigi de Fieschi (1524 oder 1525–1547), genuesischer Politiker
- Lorenzo Fieschi (1642–1726), Kardinal
- Adriano Fieschi (1788–1858), Kardinal, mit ihm starben die Fieschi im Mannesstamme aus